# Chuquicamata
Chuquicamata ist ein Kupferbergwerk in der nordchilenischen Atacama-Wüste in der Región de Antofagasta, das vom chilenischen Staatskonzern Codelco betrieben wird. Von 1915 bis 2019 wurde die Lagerstätte im Tagebau ausgebeutet. Bei etwa 1100 m Teufe war die Grenze der wirtschaftlichen Abbauführung im Tagebaubetrieb erreicht. Die tieferen Lagerstättenteile werden daher im Tiefbau gewonnen. Der Tagebau war einer der größten Kupfertagebaue der Welt.

## Geographie

### Geographische Lage
Chuquicamata liegt ca. 15 km von der Stadt Calama entfernt. Der Tagebau ist ungefähr 4300 m lang, 3000 m breit und bis zu 1000 Meter tief. Die Multiplikation dieser Maximalerstreckungen ergibt 13 km² Rechteckfläche und 11 km³ Quadervolumen; grob abschätzen lässt sich das tatsächliche Volumen der Mulde mit 17 % (Kegel auf halber Grundfläche) bis 52 % (eingeschriebener Ellipsoid) davon. Im Jahr 2014 sollte der Tagebau seine größte Teufe von 1100 m erreichen.

### Geologie
Die Lagerstätte von Chuquicamata ist eine porphyrische Kupferlagerstätte.

## Geschichte
Das Gebiet wurde schon vor der Ankunft der Spanier durch die Bewohner genutzt. Das Wort Chuquicamata kommt aus der Aymarasprache und stammt wohl von den ersten Einwohnern des Landes. Chile erhielt die offizielle Kontrolle über das Territorium erst mit dem Salpeterkrieg und den darauf folgenden Verträgen, die Kupfervorkommen wurden erst später entdeckt.
Im Jahr 1912 nahm die US-Firma Guggenheim Bros. die Lagerstätte in Besitz. Ein Jahr später starteten die ersten Arbeiten und im Frühjahr 1915 begann in Chuquicamata die Produktion von elektrolytisch gewonnenem Kupfer. 1923 übertrug Guggenheim Bros. die Grube an die Anaconda Copper Mining Company. Mit der chilenischen Verfassungsreform am 11. Juli 1971 wurde die Kupferproduktion verstaatlicht. Seitdem gehört Chuquicamata dem Staatsunternehmen Codelco.
Unmittelbar südlich des Tagebaus liegt die 1912 als Bergarbeitersiedlung gegründete Stadt Chuquicamata. 2004 (nach anderen Aussagen 2007 oder 2008) wurden die Einwohner Chuquicamatas umgesiedelt, weil unter der Stadt ebenfalls Kupfer entdeckt wurde. Sie leben nun in einem neuen, eigens errichteten Wohngebiet in Calama. Chuquicamata ist seitdem eine Geisterstadt. Nach dem Militärputsch 1973 errichteten die Putschisten hier ein Internierungslager für 1 500 politische Gefangene. Das Lager bestand bis 1975.

## Bergwerk
[veraltet]

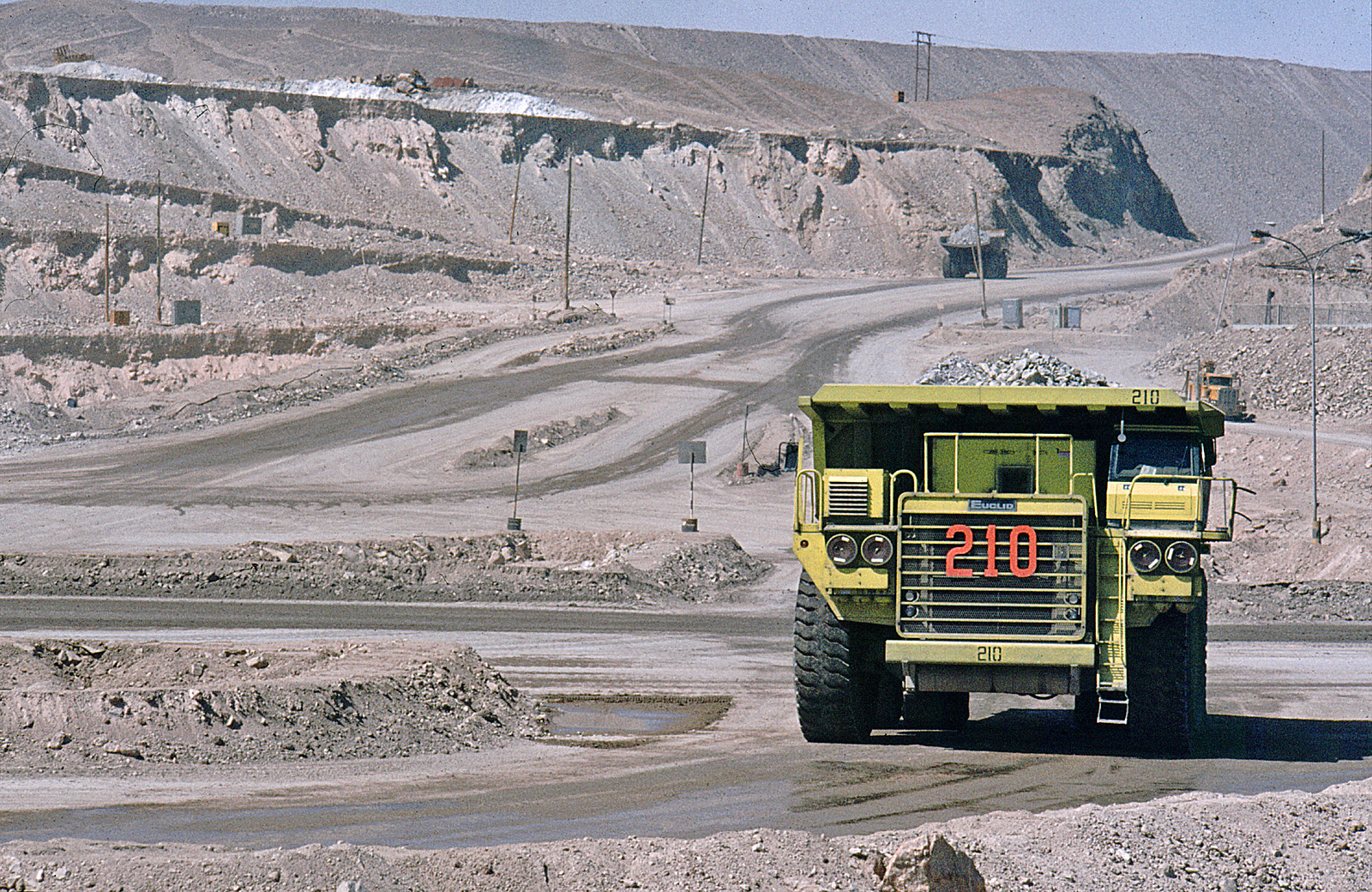
100 Muldenkipper sind im Einsatz

Chuquicamata ist einer der bedeutendsten Kupferproduzenten weltweit. Von 1915 bis 2005 förderte das Bergwerk 2,3 Milliarden Tonnen Erz mit einem durchschnittlichen Kupfergehalt von 1,53 %. Für den Zeitraum 2006–2014 waren weitere 700 Millionen Tonnen geplant. Nach unterschiedlichen Szenarien der Division Codelco Norte, die das Bergwerk betreibt, soll der Abbau im Tagebau spätestens 2017 enden. Durch ein intensives Erkundungsprogramm konnten weitere 2,3 Milliarden Tonnen Erz mit einem Kupfergehalt von 0,81 % bis zu einer Teufe von 1800 m unterhalb des Tagebaus nachgewiesen werden. Eine Machbarkeitsstudie sieht den untertägigen Abbau dieses Lagerstättenteils vor und eine Rampe wird derzeit für weitere Erkundungsmaßnahmen aufgefahren. Die untertägige Produktion sollte laut Studie 2014 beginnen und im Jahr 2020 ihre volle Kapazität von 45 Millionen Tonnen Erz pro Jahr erreichen. Auf der Rangliste der größten Kupferminen der Welt belegte Chuquicamata im Jahr 2018 nach Fördermenge noch den 15. Platz.

## Mineralfunde
Chuquicamata ist ein bekannter Fundort verschiedener Minerale und derer Varietäten. Insgesamt konnten hier bisher 130 von der IMA anerkannte Minerale und acht Varietäten nachgewiesen werden (Stand: 2013).

## Trivia
In dem Film Die Reise des jungen Che wird unter anderem die Ausbeutung der Bergleute in Chuquicamata thematisiert.